# Липенка (Кыргызстан)
Липенка (кирг. Липенка) — село в Джети-Огузском районе Иссык-Кульской области Кыргызстана. Административный центр Липенского аильного округа. Код СОАТЕ — 41702 210 840 01 0.

## Население
По данным переписи 2009 года, в селе проживало 1594 человека.

## Известные уроженцы
- Пасько Евдокия Борисовна  (1919-2017) - советская военная лётчица, штурман эскадрильи 46-го гвардейского ночного бомбардировочного авиационного полка, Герой Советского Союза.